# Selenops geraldinae
Selenops geraldinae là một loài nhện trong họ Selenopidae.
Loài này phân bố ở Venezuela và Trinidad en Tobago.
Loài này thuộc chi Selenops. Selenops geraldinae được J. A. Corronca miêu tả năm 1996.